# Rejštejn
Rejštejn (in tedesco Unterreichenstein) è una città della Repubblica Ceca facente parte del distretto di Klatovy, nella regione di Plzeň.